# Thập niên 1820
Thập niên 1820 là thập niên diễn ra từ năm 1820 đến 1829.